# Widok (Wzgórza Bukowe)
Wzgórze Widok (Góra Widok, Polana Widok) – wzniesienie o wysokości 55 m n.p.m. w północnej części Wzgórz Bukowych, na terenie Parku Leśnego Zdroje, 0,5 km na północ od Jeziora Szmaragdowego. Wzniesienie stanowi hałdę dawnej kopalni kredy. Większa część zalesiona, natomiast północny cypel z polaną stanowi punkt widokowy zwany "Okiem na Szczecin". Okolica została zagospodarowana turystycznie (wiaty, ławeczki, miejsca na ogniska). Przed wojną na płaskim wierzchołku wzgórza znajdował się okrągły pawilon widokowy w kształcie monopterosu, obecnie zachował się tylko niewielki, żelbetowy schron bojowy pochodzący z okresu II wojny światowej. Przez wzgórze przechodzi  Szlak Familijny przez Park Leśny Zdroje. U podnóża przebiega trasa kolejowa Szczecin Główny – Szczecin Dąbie.